# Жълта палмова отровница
Жълтата палмова отровница (Bothriechis schlegelii) е вид отровна змия от семейство Отровници (Viperidae). Видът е незастрашен от изчезване.

## Разпространение и местообитание
Видът е разпространен от южно Мексико, на югоизток по атлантическите равнини и низини през Централна Америка до северните части на Южна Америка в Колумбия и Венецуела. Среща се и в тихоокеанския район и низините в части от Коста Рика, Панама, Еквадор и Перу.
Предпочита по-ниски, влажни, тропически райони с гъста зеленина, обикновено недалеч от постоянен водоизточник и на надморска височина до 2640 метра.

## Описание
Това е сравнително малък вид, достигащ на дължина до 55 – 82 см, като женските са по-дълги и по-вариращи по размер от мъжките, които могат да достигнат само до 69 см на дължина. Има широка глава с триъгълна форма и очи с вертикални зеници. Зъбите са големи, подкожни и игловидни, разположени в предната част на горната челюст, които се сгъват назад, когато не се използват. Притежават също така и чувствителни към топлина органи, разположени от двете страни на главата, между окото и ноздрата.
Тази змия има набор от модифицирани люспи над очите, които приличат много на мигли, заради което я наричат още миглена отровница. Предполага се, че „миглите“ помагат при камуфлажа, разчупвайки очертанията на змията сред листата, където се крие.
Жълтата палмова отровница се среща в широка гама от цветове, включително червено, жълто, кафяво, зелено, дори розово, както и различни комбинации от тях. Често има черни или кафяви петна върху основния цвят. Никакви външни белези не отличават двата пола.

## Хранене
Води предимно нощен живот, като яде дребни гризачи, жаби, гущери и малки птици. Тя е типичен хищник от засада, който търпеливо изчаква нищо неподозиращата плячка да мине покрай нея.

## Размножаване
Достигат полова зрялост на около две години. Обикновено се чифтосват през нощта.
Женската носи яйцата около шест месеца, преди те да се излюпят вътрешно, където малките завършват своето развитие. Бременните женски имат уголемени долни части на корема и могат да спрат да се хранят в по-късните етапи на бременността. Средно раждат от 2 до 20 малки, които са с дължина около 15 – 20 см и изглеждат физически подобни на възрастните.